# Carl Wilhelm Nordgren
Carl Wilhelm Nordgren, född 11 maj 1804 i Stockholm, död 9 januari 1857 i Stockholm, var en svensk målare och trumpetare vid Livgardet till häst. Efter att han hade gått i lära hos Fredric Westin sysslade han uteslutande med porträttmålning.

## Biografi
Carl Wilhelm Nordgren var son till urmakaren Gustaf Daniel Nordgren och Anna Maria Engström och från 1827 gift med Johanna Amalia Rautell. Han var far till Axel Wilhelm Nordgren och farfar till Lydia Robsahm. Han tog i unga år anställning som trumpetare vid Livgardet till häst mer på grund av fattigdom än musikalisk fallenhet.
Hans förmåga att  måla och teckna uppmärksammades av greve Magnus Brahe som hjälpte den då 25-årige Nordgren till studier vid Konstakademien där han fick utbildning i porträttmåleri av Fredric Westin. Han medverkade ett flertal gånger i konstakademiens utställningar 1828–1856. På kungens uppdrag målade han en vy över Gripsholm 1831.
Enligt egen uppgift utförde han över 600 porträttmålningar förutom ett stort antal kopior. Hans konst består förutom porträtt av landskapsmåleri, genremotiv och religiösa kompositioner. Nordgren finns representerad vid Nationalmuseum, Stadsmuseet i Stockholm, Nordiska museet, Malmö museum, Gävle museum, Kungliga operan, Skokloster, Gripsholm och Musé Bernadotte i Pau i Frankrike.

## Verk i urval

Oljemålning föreställande Axel Nordgren (1828-1888) av Carl Wilhelm Nordgren målad 1847. Nationalmuseum. Statens porträttsamling på Gripsholm.
General Carl Johan Adlercreutz, målad 1846
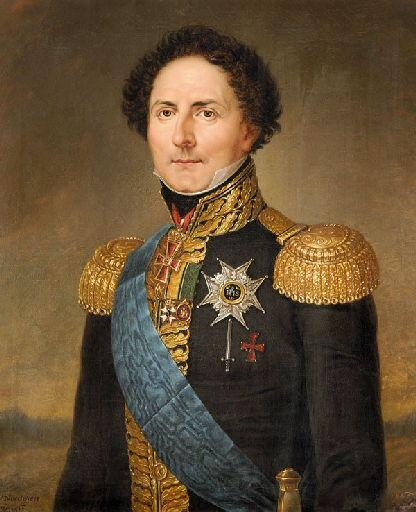
Kung Karl XIV Johan
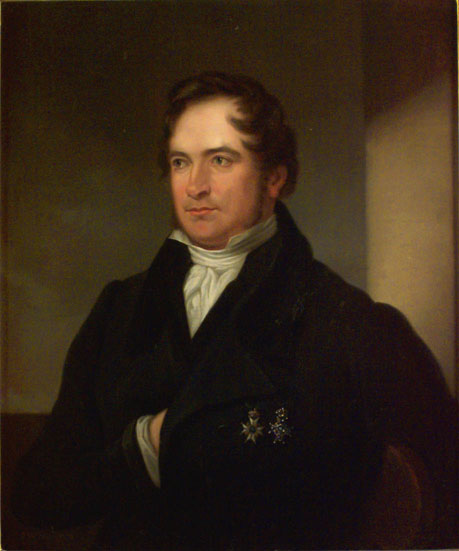
Erik Gustaf Geijer
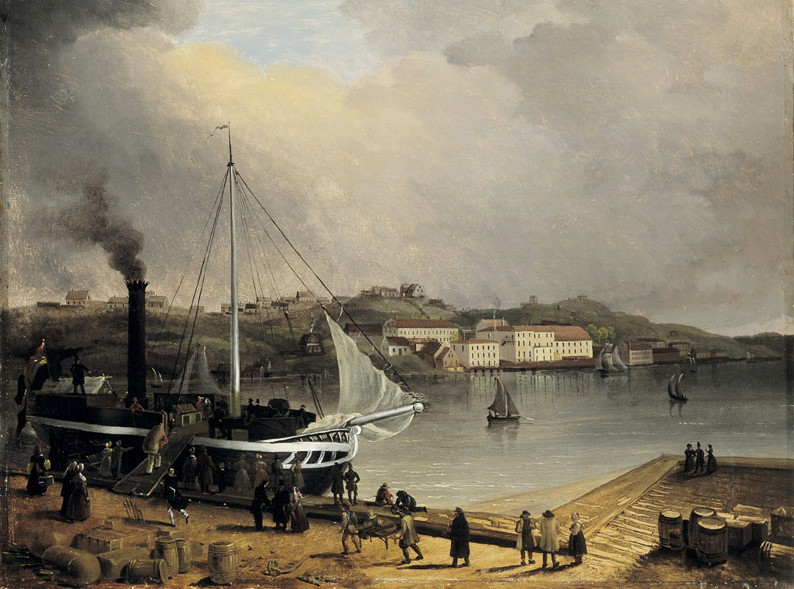
Riddarfjärden med Öbergska klädesfabriken i bakgrunden, 1840-tal.
Johan Olof Wallin (1779-1839), iklädd prästkappa med elva, runt halsen bär han kommendörskors för Nordstjärneorden, riddarkorset av Serafimerorden samt biskopskors,  på bröstet och på kappan bär han Serafimerordens kraschan. Konstnär: Carl Wilhelm Nordgren (1804-1857), kopia efter Fredric Westin (1782-1862). Nationalmuseum. Statens porträttsamling på Gripsholm.